# Christina Jordan
Christina Sheila Jordan (ur. 19 czerwca 1962 w Johor Bahru) – brytyjska polityk, pielęgniarka i stewardesa pochodzenia malezyjskiego, deputowana do Parlamentu Europejskiego IX kadencji.

## Życiorys
Pochodzi z Malezji. W 1985 wyemigrowała do Wielkiej Brytanii, w 2017 osiedlając się w Walii. W latach 80. podjęła pracę jako pielęgniarka w Winchester General Hospital, gdzie przyuczała się do zawodu. W latach 90. była stewardesą w British Airways. Zajęła się także – wedle własnych deklaracji – działalnością społeczną. Była m.in. wolontariuszką pomagających dzieciom organizacji Rainbow Trust oraz NSPCC.
W 2016 zaangażowała się w działania popierające brexit. W 2019 dołączyła do Brexit Party, nowej inicjatywy Nigela Farage'a. W wyborach w tym samym roku z listy tego ugrupowania uzyskała mandat eurodeputowanej IX kadencji.
Jest mężatką, ma dwoje dzieci.